# 램보 필드
램보 필드(Lambeau Field)는 미국 위스콘신주 그린베이에 위치한 다목적 미식축구 경기장이다. NFL 그린베이 패커스의 홈 경기장으로 사용되고 있다. 1957년 9월 29일 개장하였고 여러 번의 확장공사를 거쳐 현재 수용인원은 80,735석이다.